# 대전삼천중학교
대전삼천중학교(大田三川中學校)는 대한민국 대전광역시 서구 둔산동에 있는 공립 중학교이다.

## 학교 연혁
- 1991년 1월 15일 : 대전삼천중학교 설립 인가
- 1992년 3월 5일 : 대전삼천중학교 개교(1학년 8학급 422명)
- 1995년 2월 10일 : 제1회 졸업 (12학급 680명)
- 1998년 2월 23일 : 학년 당 18학급 총 54학급 학칙 변경
- 2020년 1월 8일 : 제26회 졸업(14학급 359명, 총 17,317명)
- 2024년 1월 5일 : 제30회 졸업(13학급 321명)
- 2024년 3월 1일 : 제15대 오영일 교장 부임
- 2024년 3월 4일 : 제33회 입학식(13학급 352명)

## 참고 자료
- 대전삼천중학교 - 한국교육학술정보원 학교알리미